# Three on a Match
Three on a Match (frei übersetzt Drei auf ein Streichholz/Drei an einem Strang; auch in der Schreibweise 3 on a match) ist ein US-amerikanisches Krimi-Drama aus dem Jahr 1932, das vor dem Hays Code entstand und von Warner Bros. veröffentlicht wurde. Regie führte Mervyn LeRoy. In den Hauptrollen agieren Joan Blondell, Warren William, Ann Dvorak und Bette Davis. In weiteren Rollen sind Lyle Talbot, Humphrey Bogart, Allen Jenkins und Edward Arnold zu sehen.

## Handlung

### Vorwort zum Film
Im Vorwort zum Film wird darauf hingewiesen, dass der weit verbreitete Aberglaube in Bezug auf das Streichholz nicht während des Ersten Weltkrieges entstanden sei, wo es hieß, dass man feindliches Gewehrfeuer auf sich ziehen würde, wenn man ein Streichholz drei Mal brennen ließe. Die Sache mit einem Streichholz für drei gehe zurück auf Ivar Kreuger, den schwedischen Zündholzkönig, der gewollt habe, dass die Welt mehr Streichhölzer benutzt. Dieser Spruch soll seinem Unternehmen jährlich 5.000.000 Dollar eingebracht haben. Es sei Zufall gewesen, dass Warner Bros. im selben Jahr Three on a Match sowie eine Filmbiografie über Ivar Kreuger, in der ebenfalls Warren William in der Titelrolle zu sehen war, herausgebracht habe.

### Filmhandlung
Mary Keaton, Vivian Revere und Ruth Westcott, die schon dieselbe Grundschule in New York besuchten, treffen sich als erwachsene junge Frauen eher zufällig wieder und beschließen, sich zum Mittagessen zusammenzusetzen und sich in Zukunft nicht mehr aus den Augen zu verlieren. Als sie sich jeweils eine Zigarette mit demselben Streichholz anzünden, diskutieren sie darüber, dass dies, wenn man abergläubisch sei, Unglück bringen soll und die, in diesem Fall Vivian, die sich ihre Zigarette als letzte anzündet, als erste sterben werde. Sie unterhalten sich auch über ihre verschiedenen Lebensweisen und darüber, wie sie zurzeit leben. Mary ist ein Showgirl. Sie war einige Zeit in einer Besserungsanstalt, hat jedoch inzwischen wieder Fuß gefasst. Ruth hingegen arbeitet als Stenografin und Vivian ist, zumindest finanziell, am besten gestellt; sie ist mit dem erfolgreichen Anwalt Robert Kirkwood verheiratet und hat einen kleinen Sohn. Obwohl sie von den drei Frauen am sorglosesten leben könnte, ist sie unzufrieden und will mit ihrem Sohn „Bobby“ Robert Jr. eine Reise durch Europa unternehmen.
Kurz bevor das Schiff ablegt, geht Mary mit zwei Männern an Bord, um an einer Abschiedsparty für einige Freunde teilzunehmen. Unter ihnen ist auch der Spieler Michael Loftus, der mit Vivian flirtet. Da sie sich in ihn verliebt hat, hat er ein leichtes Spiel, als er sie überredet, mit ihm durchzubrennen. Minuten bevor das Schiff ablegt verlassen beide mit dem kleinen Bobby den Ozeandampfer.
Das Leben, das Vivian nun führen muss, ist schäbig und voller Ausschweifungen. Mary macht sich Sorgen um ihre Freundin, ist aber vor allem beunruhigt, weil Vivian ihren Sohn vernachlässigt. So erzählt sie Robert, der sich große Sorgen um sein Kind macht, wo er den Jungen finden kann. Robert hat sich inzwischen in Mary verliebt und möchte sie heiraten, sobald seine Scheidung durch ist. Ruth wird von ihm eingestellt, um sich um den kleinen Bobby zu kümmern. Am Tag als die Scheidung rechtskräftig wird, heiraten Robert und Mary.
Vivian ist inzwischen drogensüchtig und gibt einen Großteil des ihr noch verbliebenen Geldes dafür aus. Einen nicht unerheblichen Teil ihres Geldes hat Michael verspielt. Zudem hat Michael Loftus auch noch Schulden bei dem Gangster Ace, der ihn auffordert, die 2000 Dollar unverzüglich zurückzuzahlen, sonst drohe ihm Schlimmes. In seiner Verzweiflung versucht Michael, Robert zu erpressen, indem er ihm droht, die Presse über Marys Vergangenheit in einer Besserungsanstalt zu informieren. Mary hat Robert jedoch alles aus ihrer Vergangenheit erzählt, sodass Robert sich weigert, zu zahlen. Nun kommt Michael auf die schlimme Idee den kleinen Bobby zu entführen, um so an das Lösegeld für seine Schulden zu kommen. Die Schläger, die Ace geschickt hat, finden das Kind mit Michael und Vivian in deren Wohnung im Schlafzimmer vor. Sie sind begeistert und fordern nun ein sehr viel höheres Lösegeld von 25.000 Dollar.
Vivian leidet inzwischen an Entzugserscheinungen, sodass einer der Gangster ihr Drogen besorgen will. Dabei sieht er, wie Polizisten in dem Viertel, in dem Vivian und Michael leben, von Tür zu Tür gehen auf der Suche nach dem entführten Kind. Die Gangster beschließen daraufhin, den Jungen zu töten, bevor die Polizei eintrifft und auf ihn stößt. Michael haben sie dazu auserkoren, dieses grauenvolle Verbrechen zu begehen. Er sträubt sich jedoch entschieden, weder will er diese Untat begehen noch will er, dass dem kleinen Bobby etwas geschieht. Dafür bezahlt er mit seinem Leben.
Inzwischen hat Vivian mitbekommen, dass man ihren Sohn ermorden will und ist entschlossen, das Leben ihres Kindes um jeden Preis zu retten. Sie sagt dem Kleinen, er solle sich unterm Bett verstecken. Mit ihrem Lippenstift kritzelt sie sodann eine Nachricht auf die Vorderseite ihres Nachthemds, die den Aufenthaltsort des Kindes verrät. Als die Gangster durch die Schlafzimmertür eindringen, springt Vivian aus dem Fenster im vierten Stock. Ihr Tod führt dazu, dass die Nachricht schnell gelesen und ihr Kind gerettet werden kann.
Mary und Ruth zünden sich einige Zeit später in Gedenken an die Freundin ihre Zigaretten am selben Streichholz an und werfen es dann ins Kaminfeuer, wo die Flamme erlischt.

## Produktion

### Produktionsnotizen, Hintergrund
Die Dreharbeiten zum Film fanden im Juni 1932 statt. Gedreht wurde im Echo Park Lake in Los Angeles sowie in Santa Monica State Beach, auf der 450 North Grand Avenue in Los Angeles und im Hollenbeck Park in Los Angeles sowie in den Warner Brothers Burbank Studios in Burbank, sämtlichst in Kalifornien in den USA.
Ann Dvorak wurde als letzte der vier Hauptdarsteller für die Rolle gecastet. In Humphrey Bogarts Karriere ist der Film „insoweit von Bedeutung, als er seinen ersten echten Versuch markiert, einen rauhen Schurken darzustellen, hier ‚The Mug‘ genannt“. Bogarts Mitwirkung im Film Midnight lag zwar vor dieser Rolle. Der Film wurde jedoch erst 1934 veröffentlicht. Mervyn LeRoy kannte ihn und wollte Bogart aus diesem Grund für diesen Film haben. Joan Blondell posierte 1932 für ein nach damaligem Verständnis ziemlich gewagtes Werbefoto für den Film, der später aufgrund des Motion Picture Production Code verboten wurde. Bogarts spielt in diesem Film einen Gangster, der von dem von Lyle Talbot gespielten Gangster gedungen wird, einen kleinen Jungen zu kidnappen. Im weiteren unbeholfenen Plot mit vielen turbulenten Verwicklungen, wie Barbour es ausdrückte, habe Bogart tatsächlich so wenig zu tun gehabt, dass er wieder einmal beschlossen habe, dem Film den Rücken und zum Broadway zurückzukehren.
Jerry Vermilye schrieb in seiner Biografie über Bette Davis, dass Mervyn LeRoy bei Three on a Match genauso „geschickt und lebhaft“ Regie geführt habe wie bei seinem vorangegangenen Film; das Resultat sei für Warners erfreulich gewesen, nämlich ein netter unterhaltsamer Film mit niedrigen Produktionskosten. Bette Davis berichtete später, dass LeRoy kaum Notiz von ihr genommen habe, während Joan Blondell von ihm besonders gelobt worden sei. Davis schrieb diese negative Reaktion ihrer Bühnenherkunft zu. Warren William hingegen, der Star in Three on a Match, hielt viel von Bette Davis’ schauspielerischen Fähigkeiten und wollte sie gern als Partnerin für seinen neuen Film haben, eine muntere politische Satire. Es war tatsächlich so, dass Mervyn LeRoy die schauspielerische Leistung von Bette Davis in diesem Film nicht mochte. Sie wiederum konnte seiner Regie nichts abgewinnen und nannte ihn einen „Stümper“.
Jeff Stafford führte aus, dass Studiochef Jack Warner unter den drei Hauptdarstellerinnen Ann Dvorak bevorzugt habe. Dieser habe in seiner Biografie erklärt, dass er sie in Scarface gesehen und die weltfremde Art der zierlichen Frau, ihn angezogen habe, da so etwas bei den Schauspielerinnen im Hollywood dieser Zeit selten gewesen sei. Dvorak hätte ein großer Star werden können, wenn sie nicht vom Pech verfolgt gewesen wäre. In ihrer Autobiografie The Lonely Life äußerte sich Bette Davis negativ über diesen Film und auch über den Regisseur, der laut ihrer Aussage „ihr nächster unsympathischer Regisseur“ gewesen sei, und ständig davon gesprochen habe, was für ein großer dramatischer Star Joan Blondell werden würde, worüber sie sich für Blondell gefreut habe. Seine gezielten Anspielungen und seine Gleichgültigkeit ihr gegenüber hätten sie in ihrer täglichen Arbeit aber kaum ermutigt. Etwas in ihr habe bei dieser Art Männern Widerstand hervorgerufen. Zu Davis Frustration über ihre Rolle kamen dann noch die unerwünschten Avancen des Hauptdarstellers Warren William hinzu, von dem die Schauspielerin sich bereits in früheren Filmen belästigt gefühlt hatte. Mervyn LeRoy gestand in seiner Autobiografie Mervyn LeRoy: Take One ein gewisses Bedauern darüber ein, wie er Davis behandelt habe. Dass er seinerzeit in einem Interview geäußert habe, dass Bette Davis es nicht schaffen werde, sei zudem ein großer Fehler gewesen.

### Soundtrack
- Smiles; Musik: Lee S. Roberts; Text: J. Will Callahan gespielt als Backgroundsound beim Eintritt ins Jahr 1919
- The Sheik of Araby; Musik: Ted Snyder; gespielt als Backgroundsound Eintritt ins Jahr 1921
- Stars and Stripes Forever von John Philip Sousa; gespielt vom Schulorchester, Leitung: Herman Bing
- Auld Lang Syne; schottische traditionelle Melodie; gespielt als Hintergrundmusik zum Schulabschluss
- The Prisoner’s Song von Guy Massey; schottische traditionelle Melodie
- Diane; Musik: Ernö Rapée, Text: Lew Pollack; gespielt am Piano, gesungen von Sheila Terry
- The Charleston; Musik: James P. Johnson; gespielt als Hintergrundmusik bei wilden Partys
- Dancing with Tears in My Eyes; Musik: Joseph A. Burke; gespielt als Backgroundsound beim Eintritt ins Jahr 1930
- Some of These Days von Shelton Brooks; gespielt am Piano von Harry Seymour, getanzt von Ann Dvorak
- Oh! What a Pal Was Mary; Musik: Pete Wendlung, Text: Edgar Leslie und Mort Dixon; am Piano gespielt und gesungen von Harry Seymour
- I Found a Million Dollar Baby (in a Five and Ten Cent Store); Musik: Harry Warren; gespielt beim Eintritt ins Jahr 1931
- Happy Days Are Here Again; Musik: Milton Ager, Text: Jack Yellen; gespielt als Background beim Eintritt ins Jahr 1932
- How Dry I Am; traditionelle Weise; gespielt während einer Eröffnungssequenz
- National Emblem; Musik: Edwin Eugene Bagley; gespielt während der Eröffnungsszene, wenn die Schlagzeile über das Wahlrecht gezeigt wird
- School Days; Musik: Gus Edwards; gespielt während der Eröffnungsszene, wenn die Schulüberschrift gezeigt wird
- The Sidewalks of New York; Musik: Charles B. Lawlor; Text: James W. Blake; gespielt während der Eröffnungsszene auf dem Spielplatz
- Three on a Match; Musik: Ted Fiorito; gespielt während des Vorspanns und häufig während des Films
- Someone to Care For; Musik: Harry Warren; gespielt während Vivian und Michael tanzen
- Deep in Your Eyes; Musik: Harry Warren; gespielt während Vivian und Michael an Deck des Schiffes sind

### Veröffentlichung
Als dieser Film, der am 28. Oktober 1932 Premiere hatte, am 29. Oktober 1932 allgemein in die amerikanischen Kinos kam, war die Lindbergh-Entführung gerade ein großes Thema in den Nachrichten. Die Entführer waren zu diesem Zeitpunkt noch nicht gefasst, sodass die Entführung eines Kindes in dieser Geschichte bei den Zensoren auf Bedenken stieß auch weil sie befürchteten, dass die Öffentlichkeit einen solchen Film ablehnen würde. Jason Joy vom Studio Relations Committee setzte sich bei den entscheidenden Leuten in New York, Ohio, Pennsylvania und Maryland erfolgreich dafür ein, dass der Film so bleiben konnte, wozu auch beitrug, dass die Entführer im Film gefasst werden. Es kam dann jedoch zu einem Gentlemen’s Agreement, dass die Filmindustrie keine weiteren Filme mit Entführungsthemen mehr drehen würde. Auf etlichen Filmplakaten wurde der Titel auch mit 3 on a Match angegeben, sein Arbeitstitel lautete The Man in the Black Hat.
Im Vereinigten Königreich erfolgte die Erstveröffentlichung des Films am 10. November 1932 in London und am 20. März 1933 im gesamten Königreich. Im selben Jahr erfolgte zudem eine Erstveröffentlichung des Films in Frankreich, Australien, Schweden, Finnland, Spanien (dort in Madrid) und in Japan. Fernsehpremiere in Albuquerque in New Mexico hatte der Film am 15. Dezember 1956. In folgenden Ländern wurde der Film außerdem veröffentlicht: Brasilien, Kanada, Kroatien, Ecuador, Griechenland, Ungarn, Serbien, in der Sowjetunion und in Venezuela.

## Rezeption

### Empfehlung an die Kinobetreiber
Fachzeitschriften rieten den Kinobetreibern, sich auf die Besetzung zu konzentrieren und gaben die Empfehlung, auf die attraktive Besetzung des Films als Besuchermagnet und Überraschung hinzuweisen, und die geringen Anforderungen an das Quartett der Hauptdarsteller außen vor zu lassen, wie Sid Silverman von Variety in seinem einleitenden Kommentar ausführte. Auch in Film Daily war man der Meinung, dass man auf die Besetzung hinweisen solle, das helfe bei einer Handlung, die zu viele Wendungen nehme. Das war auch die Meinung, die man im Motion Picture Herald vertrat, die Kinobetreiber sollten sich auf die Stärke der Besetzung konzentrieren und das Wort Entführung nicht verwenden oder in der Werbung darauf anspielen.

### Kritik
- Zeitgenössische Kritik:

Three on a Match erhielt insgesamt lauwarme bis eher schlechte Kritiken. So befand Mordaunt Hall von der New York Times den Film langweilig und abstoßend. Sogar Mr. William bleibe weit hinter seinem üblichen hohen schauspielerischen Niveau zurück. Die Handlung halte daran fest, dass es Unglück bringe, drei Zigaretten an einem Streichholz anzuzünden. Das geschehe mit einer tragischen Note und sei doch eher ein unintelligenter Erguss. Der Rezensent des Time-Magazines war der Meinung, dass der Film im Gegensatz zu früheren Glasmon-Bright-Produktionen nicht viel Gewicht habe und dass der Selbstmord am Ende eher unglaubwürdig als tragisch sei. Kaspar Monahan von der Pittsburgh Press meinte, dass der Film anfangs die Hoffnung geweckt habe, anders zu sein, sich aber letztendlich zu einer Gangstergeschichte entwickelt habe. Seine Zusammenfassung lautete: Regie größtenteils gut, Schauspiel so gut, wie man es unter den gegebenen Umständen erwarten könne, Handlung sprunghaft.
Das Spokane Spokesman-Review hingegen drückte seine Bewunderung für die Art und Weise aus, wie der Lauf der Zeit in mehreren Montagesequenzen dargestellt worden sei und nannte dies, eine völlig neue Herangehensweise und Behandlung, und kam zu dem Ergebnis, dass der Film glaubwürdig wirke.
- Kritik Jahrzehnte nach der Veröffentlichung des Films

Jahrzehnte nach seiner Veröffentlichung fand der Film bei Kritikern und Filmhistorikern mehr Anklang. Der Filmhistoriker William K. Everson befand 1969, Three on a Match sei ungewöhnlich sorgfältig gemacht, herrlich geschnitten und getaktet … und mit einem echten Schock als Höhepunkt. Der Film sei immer noch ein eindringliches kleines Werk. Wheeler Winston Dixon fand es erstaunlich, welche Menge an Informationen LeRoy in diese blitzschnelle Geschichte gepresst habe. Three on a Match zeige Ann Dvoraks beste Leistung für Warners. Leon Maltin gab dem Film drei von vier Sternen und beschrieb ihn als schönes rasantes (und überraschend kraftvolles) Pre-Code-Melodram über drei Mädchen, die ihre Kindheitsfreundschaft erneuern und dabei spannende Momente und Tragödien erlebten. Dvorak sei einfach wunderbar.
Erik Lundegaard bemerkte in seiner Filmrezension, dass ein junger Humphrey Bogart in seiner ersten Gangsterrolle einen der besten Charaktere im Film verkörpere. Er habe eine Reglosigkeit an sich, die bedrohlich wirke und sei so schlank wie eine Rasierklinge.
Cliff Aliperti von Immortal Ephemera befasste sich eingehend mit dem Film und dessen Darstellern und meinte, niemand sei 1932 wegen Humphrey Bogart ins Kino gegangen, der hier eine kleine, zehntplatzierte Rolle gespielt und erst in den letzten paar Szenen aufgetreten sei. Aliperti widersprach dem Kritiker Mordaunt Hall, der den Film als langweilig und unintelligent abgetan hatte. Er frage sich, was für einen Film Hall sich angeschaut habe, denn langweilig sei Three on a Match nicht und unintelligent sicher auch nicht. Neben einem unglaublichen Tempo biete der Film eine umwerfende Schar an Stars und bekannten Gesichtern. Die Rolle von Warren Williams sei keine seiner großen Rollen vor dem Hays Code, sondern eher die eines häufiger von ihm gespielten aufrechten Bürgers. Wahrscheinlich hätten weder First National oder Warner Bros, noch die Drehbuchautoren oder selbst der Regisseur genau gewusst, in welches Genre Three on a Match man habe einordnen sollen. Die Schwierigkeiten, die manche Kritiker mit dem Film gehabt hätten, seien nachvollziehbar. Aber die Figur Vivian Revere werde zufällig von einer talentierten Schauspielerin gespielt, die die Rolle mit Leib und Seele angenommen habe. Es sei Dvoraks Leistung, die den Film trage und ihn aus der Dunkelheit, wo ihn nur eingefleischte Filmfans gefunden hätten, auf eine höhere Ebene gehoben hätte, die nur höherwertigen Klassikern aus dem Zeit vor dem Hays Code vorbehalten sei.
Ähnlich fiel auch die Bewertung bei Filmfanatic aus, wo es hieß, die Wahrheit in Bezug auf die verschiedenen Kritiken liege irgendwo zwischen den Extremen. Three on a Match sei heutzutage vor allem bemerkenswert, weil Dvorak eindeutig als reuelose Kokainsüchtige dargestellt werde, das sei klassischer Pre-Code-Wagemut. Beeindruckender als Dvorak sei jedoch Joan Blondell, bei der leicht zu erkennen sei, warum sie (im Vergleich zur sanften Davis, deren Rolle bestenfalls unbedeutend sei) als aufsteigender Stern angepriesen worden sei. Interessant sei auch der charismatische Humphrey Bogart in einer winzigen, aber unvergesslichen Rolle als entführender Gangster. Man müsse den Film zwar nicht gesehen haben, aber allein wegen seines gewagten Pre-Code-Inhalts sei er einen Blick wert.
Jeff Stafford befand, dass unter den vielen Low-Budget-Produktionen, die Warner Bros. in den frühen 30er-Jahren am Fließband produziert habe, Three on a Match einer der besten Filme sei, ein rasantes Melodram mit einer Pre-Code-Wildheit, das eine talentierte Besetzung seinerzeit relativer Neulinge präsentiert habe, von denen viele in den folgenden Jahren zu großen Stars werden sollten, wie Joan Blondell, Bette Davis und Humphrey Bogart. Damals habe man weder der Besetzung noch der Crew große Bedeutung beigemessen. Die meisten Kritiker hätten den Film zu der Zeit als mittelmäßige Kost abgetan. In der Rolle der dem Untergang geweihten Vivian sei Ann Dvorak unbestreitbar fesselnd und bringe eine Aura echter Tragik in das stark stilisierte Seifenoper-Geschehen. Joan Blondell und Bette Davis seien dagegen bloße Nebenfiguren, machten aber beide das Beste aus ihren begrenzten Möglichkeiten auf der Leinwand.
Glenn Erickson schrieb über den Film, dass er einer der besten der weniger bekannten Pre-Code-Filme sei. Die Grundgeschichte ähnele MGMs The Divorcee, könnte aber in der Herangehensweise nicht unterschiedlicher sein. Warners pro-Roosevelt- und arbeiterfreundliche Hausphilosophie habe eine egalitärere Haltung. Während MGM sich auf Glamour konzentriere, seien Warner-Filme lebendiger und enthielten Inhalte, die MGM als unverzeihlich vulgär ablehnen würde. Three on a Match stelle die Konventionen „anständiger“ Hollywood-Filme auf den Kopf. So werde der Gangster Edward Arnold in einer riesigen Nahaufnahme vorgestellt, wie er sich die Nasenhaare ausreißt (so viel zum Thema Glamour), und der von Humphrey Bogart verkörperte Gangster akzeptiere Kindermord als Kostenfaktor für sein Geschäft. Warners Kriminelle seien keine gutaussehenden Charmeure wie Clark Gable in A Free Soul. Erickson schrieb weiter, dass in diesem kleinen, schmucken Film alle großartig seien, sogar der kleine Kinderdarsteller, der Bobby spiele. Ann Dvorak sei großartig als drogenabhängige Vivian, eine Figur, die gut in einen Film aus den 1970er Jahren passen würde. Bette Davis stehe am Anfang ihrer Karriere und habe wenig zu tun. Man starre sie nur an und denke, war sie wirklich jemals so jung? Joan Blondell spiele die stärkste weibliche Rolle. Humphrey Bogarts Interpretation des Gangsters sei so modern, dass man sich frage, warum Warners ihn nicht sofort befördert habe. Er habe wohl nicht das richtige Aussehen für 1932 – kein perfektes Profil wie Chester Morris gehabt.
Three on a Match hat auf Rotten Tomatoes eine positive Bewertung von 83 % basierend auf sechs Rezensionen.

### Nachwirkung
Warner Bros. veröffentlichte 1938 mit Broadway Musketeers ein Remake des Films. Ann Sheridan, Margaret Lindsay und Marie Wilson verkörperten darin die Hauptrollen.